# Lāwar Khās
Lāwar Khās är en ort i Indien.   Den ligger i distriktet Meerut och delstaten Uttar Pradesh, i den norra delen av landet, 80 km nordost om huvudstaden New Delhi. Lāwar Khās ligger 240 meter över havet och antalet invånare är 19 556.
Terrängen runt Lāwar Khās är mycket platt. Runt Lāwar Khās är det mycket tätbefolkat, med 1 177 invånare per kvadratkilometer. Närmaste större samhälle är Meerut, 16,1 km söder om Lāwar Khās. Trakten runt Lāwar Khās består till största delen av jordbruksmark.